# Link tax
La Link tax o Canon AEDE è una legge dell'ordinamento giuridico spagnolo che sostituisce alcune norme della precedente Ley de Propiedad Intelectual (Legge della Proprietà Intellettuale), in particolare ridefinisce il rapporto tra testate giornalistiche online e motori e aggregatori di notizie.

## Storia
Approvata, in seduta straordinaria il 22 luglio 2014, dalla Commissione del Congresso dei deputati spagnolo e poi confermata in via definitiva il 30 ottobre 2014 dal Senato spagnolo con 172 voti a favore, 144 contrari e 3 astenuti, la legge entra in vigore dal gennaio 2015. 
Il testo di legge propone alcune modifiche, tra cui la riforma dell'articolo 32 della legge del 1996 che stabilisce i rapporti tra le testate giornalistiche online e gli aggregatori di news.

## Modifica dell'articolo 32[2]
La legge, nota anche in contesto anglosassone come Google Tax, impone a motori di ricerca e aggregatori di news di pagare un compenso agli editori delle testate giornalistiche a cui indirizzano i propri servizi, anche se la news riporta solamente il titolo e sommario del contenuto originale. Gli aggregatori o i motori di ricerca che non rispetteranno tale norma rischiano multe fino a 600 000 euro. Tali compensi saranno gestiti da una terza parte che include vari componenti della AEDE stessa.
Altro punto cardine della Link Tax è l’irrinunciabilità della stessa: la tassa infatti va pagata anche in mancanza di una richiesta esplicita dei titolari dei diritti.

## Lotta alla pirateria[4]
La norma prevede anche sanzioni mosse a contrastare la pirateria informatica: verranno infatti multate le pagine web che utilizzano link a siti pirata o altre forme di download di materiale coperto da copyright (torrent in primis).
La legge si muove dunque in direzione contrario rispetto alle normative degli altri stati dell'unione europea, dove non è ritenuto illegale pubblicare sulla propria pagina web link a contenuti che non rispettano la legge sul diritto d'autore, in quanto è considerato impossibile per il singolo gestore della pagina discriminare la legittimità o meno dei link presenti sulle sue pagine.

## Critiche
L'imposta è stata criticata sin dalla sua prima approvazione nel luglio 2014. Gran parte dell'opinione pubblica trova in questa legge una forte limitazione al concetto stesso di link, su cui si basa la struttura del web, nonché alla libertà di espressione e di citazione.
L'Associazione degli editori di quotidiani spagnoli (AEDE) ha dichiarato invece di non vedere differenza tra un link che riporta un “frammento non significativo” di un loro contenuto e chi quel contenuto lo copia integralmente.
Le reazioni si sono fatte sentire da molteplici fronti, sia le associazioni di stampa online, sia mobilitazioni di utenti del web volte a una raccolta firme per cercare di contrastare le modifiche che apporta la legge in questione.
La voce più risonante è stata senza dubbio quella del colosso dell'informatica Google. Il famoso motore di ricerca gestisce infatti una sezione dedicata all'aggregazione di news che finirebbe pertanto tra i casi di illeciti sanzionati dalla Link tax. Google ha annunciato di non trarre alcun guadagno dal suo servizio di aggregazione news, pertanto come reazione all'imposta ha dichiarato di ritirare il servizio news dal suolo spagnolo.
In data 16 dicembre 2014 è stato dismesso il servizio in Spagna.
Il rischio secondo alcuni analisti è che venendo meno il contributo di aggregatori di news come Google cali notevolmente il traffico di visitatori verso le testate giornalistiche online, cosa che risulterebbe quindi deleteria per il mercato stesso dell'editoria online.